# Sukhoj
Sukhoj (russisk: Сухой) er en russisk flyfabrikant. Virksomheden blev grundlagt af Pavel Sukhoj i 1939 som Sukhoj Designbureau, og består i dag af Sukhoj Designbureau, Novosibirsk flyproduktionsforening (NFPF), Komsomolsk-na-Amure flyproduktionsforening (KnAFPF) og Irkutsk luftfart. Sukhoj har hovedsæde i Moskva. Sukhoj producerer fly til militær og civil brug samt fly til luftakrobatik.
Sukhojs militærfly benyttes af det Ruslands luftvåben og marine, men er også eksporteret til Indien, Kina, Polen, Tjekkiet, Slovakiet, Ungarn, Tyskland, Syrien, Algeriet, Nordkorea, Vietnam, Afghanistan, Jemen, Egypten, Libyen, Iran, Angola, Etiopien og Peru. I alt er mere end 2000 Sukhoj-fly solgt til udlandet.
Sukhoj er som de øvrige større russiske flyproducenter lagt ind under selskabet United Aircraft Corporation (UAC), der er ejet af den russiske regering. Efter reorganisering af UAC er Sukhojs produktion af det civile passagerfly Sukhoj Superjet 100 overflyttet til et andet af UAC's selskaber, Irkut, og Sukhoj producerer i dag primært militærfly. 

## Fly der er eller har været serieproduceret
(NATO-kaldenavn i kursiv)
- Su-2 – let bombefly
- Su-7 Fitter – jagerbomber
- Su-9 Fishpot – jagerfly
- Su-11 Fishpot – jagerfly
- Su-15 Flagon – jagerfly
- Su-17 Fitter – jagerbomber
- Su-20 Fitter – jagerbomber
- Su-22 Fitter – jagerbomber
- Su-24 Fencer – bombefly
- Su-25 Frogfoot – luftstøttefly
- Su-26 civilt luftakrobatikfly

- Su-27 Flanker-A/B
- Su-29 civilt luftakrobatikfly
- Su-30 Flanker-C
- Su-31 civilt luftakrobatikfly
- Su-33 Naval Flanker (Flanker-D)
- Su-34 Platypus (Fullback)
- Su-35 Flanker-E
- Su-39 Frogfoot – luftstøttefly
- Sukhoj-Gulfstream S-21 supersonisk privatjetfly
- Su-80, kommercielt multirolle transport-/passagerfly
- Sukhoj Superjet 100

## Prototyper og eksperimentelle fly
- Su-1 – jagerfly
- Su-3 – jagerfly
- Su-5 – turbopropluftstøttefly
- Su-6 – luftstøttefly
- Su-7 – jagerfly
- Su-8 – luftstøttefly
- Su-9 – luftstøttefly
- Su-12 – rekognosceringsfly
- Su-37 Super Flanker (Flanker-F)
- S-47 Berkut – luftstøttefly
- T-4 – supersonisk bombefly
- Sukhoj Su-57 (tidligere kendt som T-50 PAK-FA) – 5. generations kampfly
- Sukhoj Su-75 — 5. generations kampfly